# Denkzeichen Georg Elser

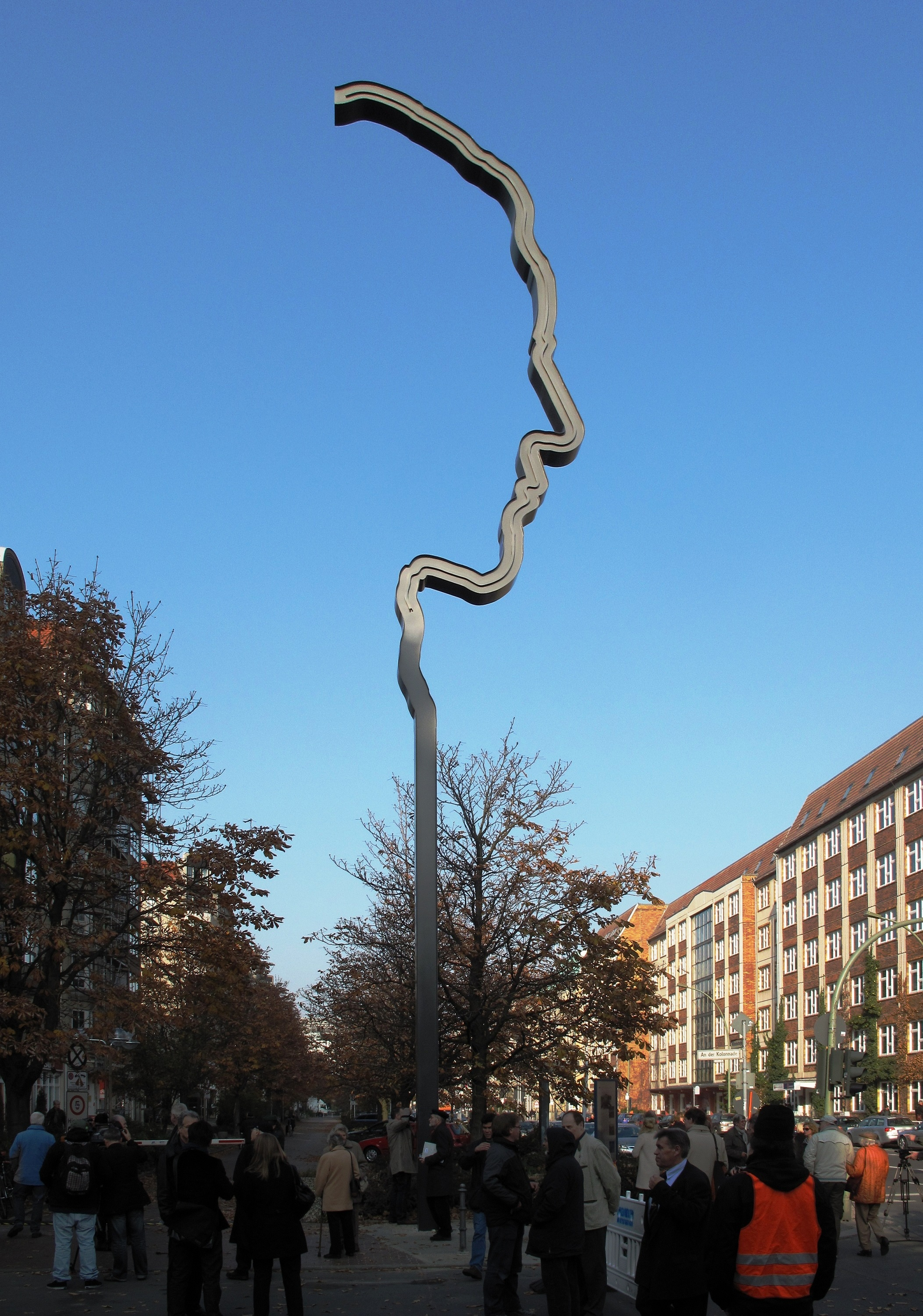
Das Denkzeichen am Tag der Übergabe

Das Denkzeichen Georg Elser ist eine Skulptur im Berliner Ortsteil Mitte zur Erinnerung an den deutschen Hitlerattentäter und Widerstandskämpfer gegen den Nationalsozialismus Georg Elser. Nach seinem gescheiterten Bombenattentat vom 8. November 1939 im Münchener Bürgerbräukeller wurde Elser als „Sonderhäftling des Führers“ interniert und 1945 kurz vor Kriegsende auf Befehl Hitlers im Konzentrationslager Dachau ermordet.
Die über 17 Meter hohe filigrane Stahlskulptur des Berliner Künstlers Ulrich Klages wurde der Öffentlichkeit am 8. November 2011 in einem Festakt übergeben. Das Denkzeichen auf dem Areal des ehemaligen Führerbunkers in Höhe des ehemaligen Reichspropagandaministeriums zeigt über den Baumkronen der Wilhelmstraße die Silhouette des Gesichts von Georg Elser, die bei Dunkelheit beidseitig leuchtet.

## Initiative Hochhuths und künstlerischer Wettbewerb
Im Gegensatz zu den Verschwörern des 20. Juli 1944 in der Bundesrepublik und dem kommunistischen Widerstand in der DDR wurde Georg Elser in der offiziellen Gedenkkultur der beiden deutschen Staaten bis in die 1990er Jahre kaum gewürdigt. Erst mit der Elser-Biographie von Hellmut G. Haasis aus dem Jahr 1999 setzte ein entschiedenes Umdenken ein, in dessen Folge 2001 der Georg-Elser-Preis für Zivilcourage ins Leben gerufen wurde und mehrere Gedenkstätten, Denkmale und Namensgebungen von Straßen und Plätzen entstanden, darunter die Fassadeninstallation auf dem Georg-Elser-Platz in München.

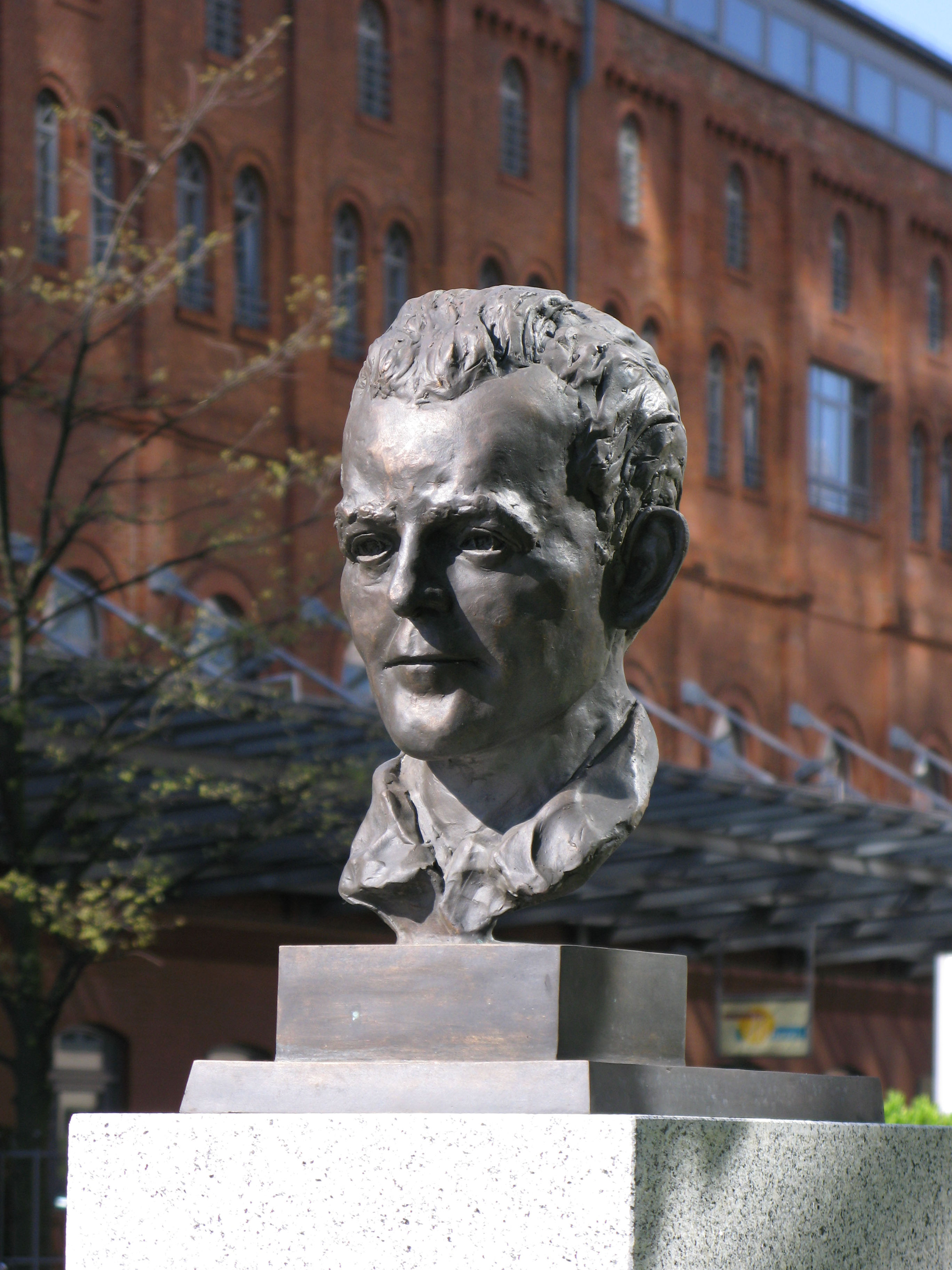
Elser-Büste in Berlin (2008)

In Berlin ließ die Ernst Freiberger-Stiftung 2008 eine von Kay Winkler geschaffene Büste Elsers in der Straße der Erinnerung im Moabiter Spreebogen enthüllen. Parallel zur Freiberger-Stiftung und zum Georg-Elser-Arbeitskreis setzte sich insbesondere der Dramatiker Rolf Hochhuth für eine angemessene Würdigung Elsers auch in Berlin ein. Bereits in den 1980er Jahren hatte Hochhuth die mangelnde Erinnerungskultur an den Widerstandskämpfer in einem Gedicht beklagt:

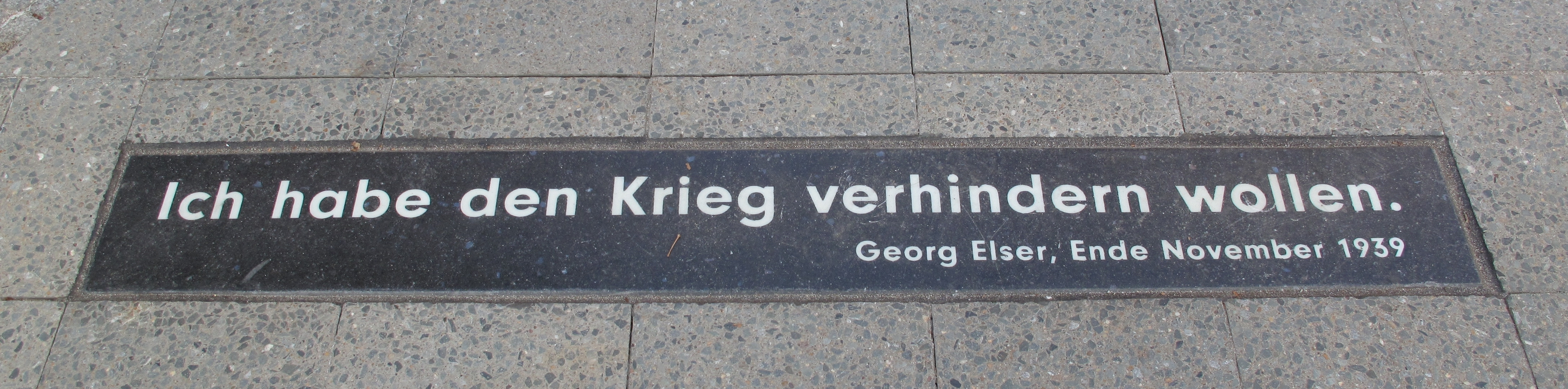
Pflasterinschrift am Denkzeichen

„Nach drei Jahrzehnten nennt sein Heimatdorf

nach Johann Georg Elser eine Straße

– doch keine deutsche Stadt, nicht eine.“

Im Jahr 2007 regte Hochhuth an, ein weiteres Denkmal für Elser zum 70. Jahrestag des Attentats, am 8. November 2009, einzuweihen. Dieses Vorhaben sei aber in irgendwelchen Ausschüssen verschleppt worden. 2008 schloss sich das Abgeordnetenhaus von Berlin unter der Federführung des Kulturstaatssekretärs André Schmitz der Initiative Hochhuths an und schrieb einen offenen, zweiphasigen künstlerischen Wettbewerb mit der Maßgabe aus, dass sich die Künstler mit den historischen, politischen und moralischen Dimensionen Elsers Tat auseinandersetzten. Am 12. Oktober 2010 entschied sich das Preisgericht unter Vorsitz von Leonie Baumann einstimmig für den Entwurf des Berliner Künstlers Ulrich Klages.

## Das Denkzeichen
Im November 2011 wurde die 17 Meter hohe Stahlskulptur in der Wilhelmstraße an der Ecke zur Straße An der Kolonnade installiert. Der Standort in der Nähe des ehemaligen Führerbunkers und in Höhe des ehemaligen Reichspropagandaministeriums wurde gezielt gewählt – laut Hochhuth als nötige Gegenkraft zur Pilgerstätte Hitlerbunker, dessen zugeschüttete Überreste sich wenige Hundert Meter entfernt im Erdboden befinden.

### Gestaltung

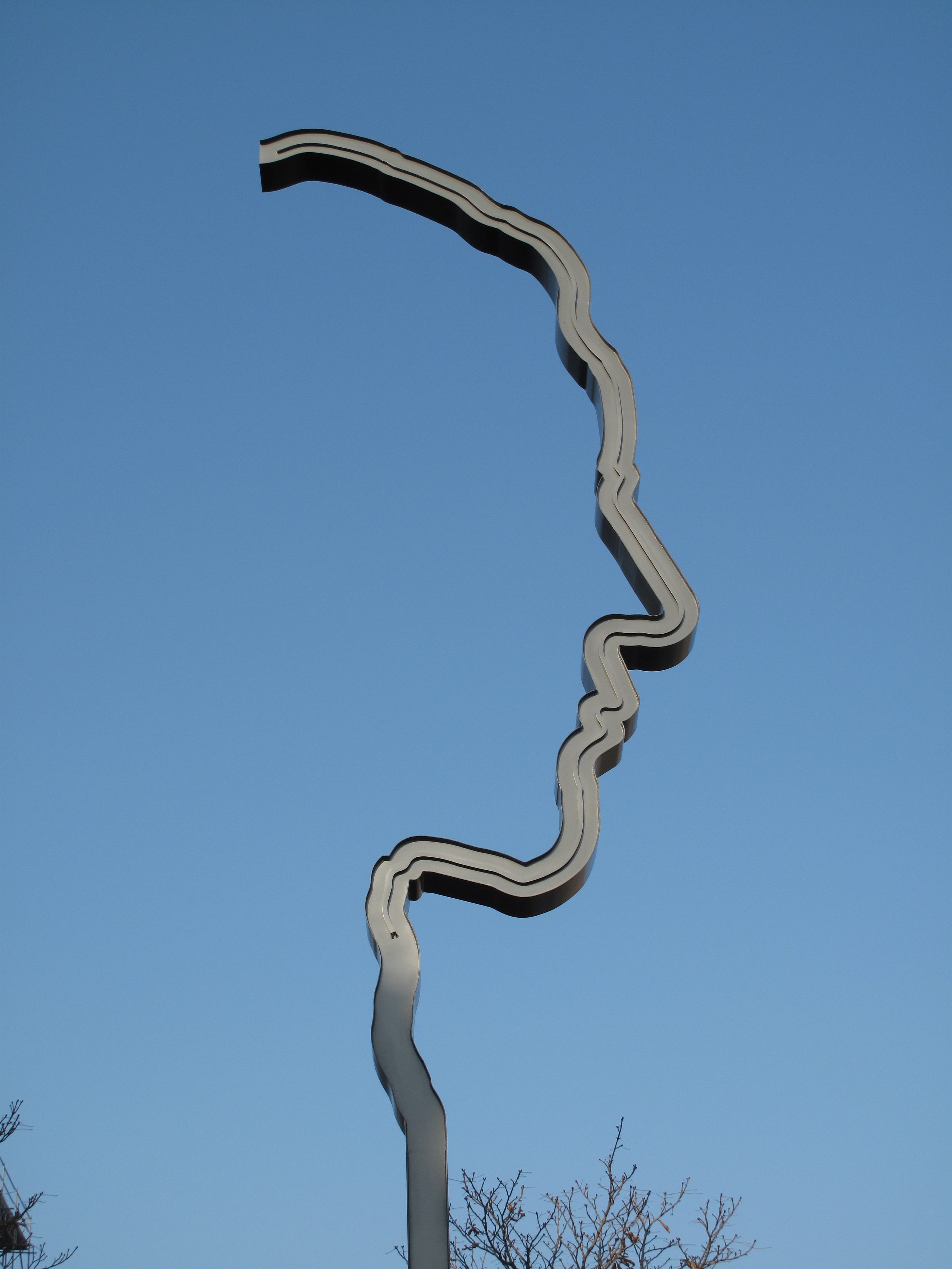
Die Silhouette des Denkzeichens

Ein steil aufragender Stahlmast weitet sich über den Baumkronen der Straße in die Silhouette des Gesichts von Georg Elser. Die Skulptur wird ergänzt durch eine Informationstafel und zwei Zitate des Widerstandskämpfers, die als Leuchtstreifen in den Gehweg eingelassen sind: „[…] dass die Verhältnisse in Deutschland nur durch die Beseitigung der gegenwärtigen Führung geändert werden können.“ (Elser im Gestapo-Verhör 1939) und „Ich habe den Krieg verhindern wollen“ – dieser Satz wurde bereits auf der deutschen Sonderbriefmarke zum 100. Geburtstag von Georg Elser aus dem Jahr 2003 zitiert.
In ihrer Begründung zur Wahl des Siegerentwurfs von Ulrich Klages charakterisierte die Wettbewerbsjury das Denkzeichen wie folgt:

„Die Arbeit überzeugt das Preisgericht auf Grund ihrer stadträumlich besonders exponierten Form und Position, durch die sie sich in dem schwierigen Umfeld mühelos behauptet. Sie versucht nicht, durch Monumentalität und pure Höhe aufzutrumpfen, sondern ist ein klares, schwerelos wirkendes Stadtzeichen, das sich eindeutig auf die Person Georg Elsers bezieht. Die Darstellung des Profils erscheint als spannungsvolle Verbindung von Abstraktion und figürlicher Konkretion, zugleich auch als Verbindung von Individualität und Verallgemeinerung. Das Kunstwerk ist von unterschiedlichen Standorten aus gut sichtbar und daher geeignet, das Interesse der Passanten/-innen und der Berlinbesucher/-innen am Thema und an der Person Georg Elser zu erwecken. Nachts sichert die zurückhaltende, aber klare LED-Beleuchtung weithin Aufmerksamkeit, ohne zu überstrahlen oder verspielt zu wirken. Zitate Georg Elsers sind als Leuchtstreifen in den Gehweg eingelassen und regen zu weiterer Auseinandersetzung mit seinem Anschlag vom 8. November 1939 auf die nationalsozialistische Führung an.“

Die Gesamtkosten in Höhe von 250.000 Euro trugen das Land Berlin mit 200.000 Euro und ein privater Spender, der anonym bleiben möchte, mit 50.000 Euro.

### Festakt und Kritik

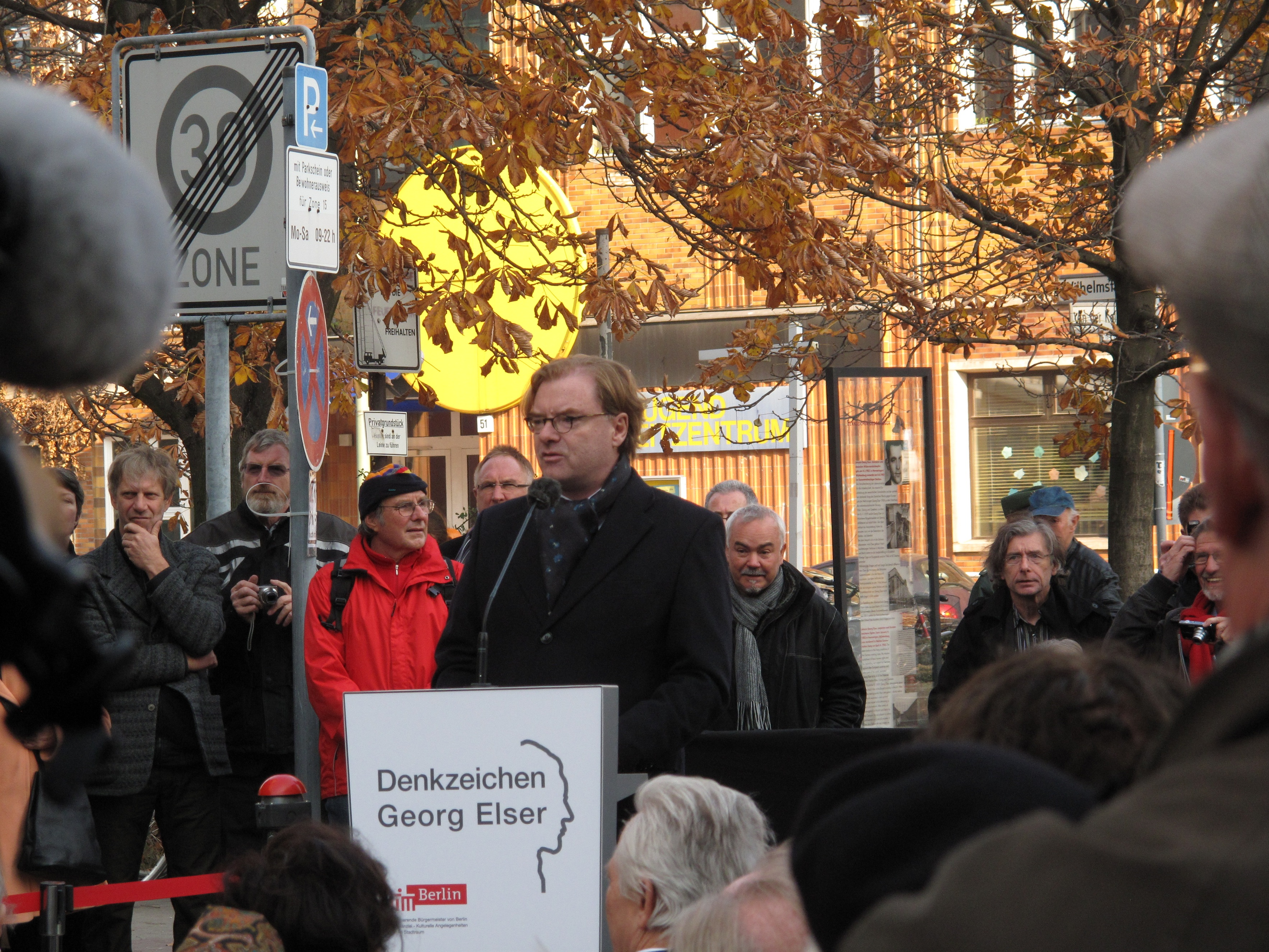
André Schmitz beim Festakt am 8. November 2011

Am 8. November 2011 wurde das Denkzeichen in einem Festakt der Öffentlichkeit übergeben. Zu den Gästen zählten unter anderem der Bundestags-Vizepräsident Wolfgang Thierse, die Schriftstellerin Inge Deutschkron und die Vorsitzende der jüdischen Gemeinde in Berlin Lala Süsskind. Die Festreden hielten der Kulturstaatssekretär André Schmitz, der Schöpfer des Denkmals Ulrich Klages und der Initiator des Denkzeichens, der Dichter Rolf Hochhuth. Schmitz bezeichnete Elser als Lichtgestalt in dunklen Zeiten. Hochhuth nannte die Einweihung eine biblische Stunde und fragte in seiner Rede, warum die Deutschen ein derart feindseliges Nichtverhältnis zu Elser haben. Die Erläuterungen von Klages zu seinem Kunstwerk nahm die Berliner Zeitung zum Anlass folgender Kritik an der Denkzeichen-Gestaltung:

„[…] aber eine Leuchtsilhouette für einen Widerständler, den die meisten nicht mal mit Namen kennen? Wer versteht das denn? Der Schöpfer Ulrich Klages erklärt sein Kunstwerk stolz als ‚menschliches Zeichen: Jeder, der Elser kennt, wird ihn sofort als Abbild erkennen. Wer nicht, der informiert sich.‘ Als Abbild erkennen? Jeder? Nach Elser sind heute 40 Straßen, Plätze und Schulen benannt, aber wer weiß, wie er aussah? Es existieren kaum Fotos von Elser, schon gar nicht im Profil. Gut, dass es wenigstens eine Info-Tafel gibt.“

Allerdings will Klages den Betrachter sehr bewusst fordern und zwingen, eine Position zu dem Denkzeichen zu finden: „Wie Georg Elser: Er hat versucht zu verstehen, was in seiner Zeit und seiner Umgebung los ist, um daraus Konsequenzen zu ziehen.“ Diese Position soll der Betrachter, dem die Silhouette rätselhaft ist, über die Zitate im Gehweg und die Infotafel finden.